# IC 3563
IC 3563 је дио галаксије (напримјер сјајан HII регион) у сазвјежђу Береникина коса која се налази на листи објеката дубоког неба у Индекс каталогу.
Деклинација објекта је + 27° 55' 36" а ректасцензија 12h 36m 7,1s.